# Rheindorf Altach
Sportclub Rheindorf Altach – austriacki klub piłkarski, mający siedzibę w Altach, Vorarlberg. Klub znany jest także pod nazwą Cashpoint Sportclub Rheindorf Altach lub po prostu SCRA, gdyż sponsorem tytularnym tego klubu jest austriacka firma bukmacherska Cashpoint.
Klub został założony 26 grudnia 1929 roku jako część sportowej sekcji Turnerbund Altach. W 1930 klub rozpoczął rozgrywki w Vorarlberger B-Klasse jako FA Turnerbund Altach. W 1937 został tymczasowo rozwiązany i dopiero 1 marca 1946 doszło do reaktywacji, a drużyna przejęła nową nazwę Towarzystwa Sportowego Sportvereinigung Altach. W 1949 sekcja piłkarska stała się niezależna od innych sekcji sportowych, a 5 marca ponownie zmieniono nazwę, tym razem na Sportclub Rheindorf Altach.
Zespół z Altach trzykrotnie wygrywał Regionalligę Zachodnią awansując do drugiej ligi Austrii. Jednak dwukrotnie drużyna powróciła w szeregi Regionalligi. Po trzecim awansie do drugiej ligi, w sezonie 2003/2004, klub dwukrotnie zdołał się utrzymać w lidze, a w sezonie 2005/2006 awansował do ekstraklasy. Awans zapewnił sobie 2 kolejki przed końcem sezonu po zwycięstwie 1:0 nad Austrią Lustenau. Po trzech kolejnych sezonach w najwyższej klasie rozgrywkowej zespół zajął ostatnie miejsce w lidze i po raz kolejny spadł do drugiej ligi. Przez następne pięć lat Rheindorf zajmował miejsca na podium tych rozgrywek, a po sezonie 2013/2014 kolejny raz awansował z pierwszego miejsca do Bundesligi.

## Sukcesy
- 3 miejsce w A-Bundesliga: 2014/2015
- Mistrzostwo drugiej ligi: 2005/06, 2013/2014
- Mistrzostwo Regionalligi Zachodniej: 1990/91, 1996/97, 2003/2004
- Zdobywca Pucharu regionu Vorarlberg: 1986/87, 1987/88, 1992/93, 2001/02, 2002/03
- Mistrzostwo Vorarlbergligi: 1985/86

## Europejskie puchary
Legenda do wszystkich tabel:
- Q – runda eliminacyjna, 1/16, 1/8, 1/4, 1/2 – odpowiednia faza rozgrywek, Grupa – runda grupowa, 1r gr – pierwsza runda grupowa, 2r gr – druga runda grupowa, F – finał, R – runda, PO – play-off
- k. – rzuty karne, los. – losowanie, Dogr. – dogrywka, w. – zasada bramek strzelonych na wyjeździe

| Sezon   | Rozgrywki   | Runda | Klub               | Dom | Wyjazd | Ogólnie |
| ------- | ----------- | ----- | ------------------ | --- | ------ | ------- |
| 2015/16 | Liga Europy | 3Q    | Vitória SC         | 2–1 | 4–1    | 6–2     |
| 2015/16 | Liga Europy | PO    | CF Os Belenenses   | 0–1 | 0–0    | 0–1     |
| 2017/18 | Liga Europy | 1Q    | Czichura Saczchere | 1–1 | 1–0    | 2–1     |
| 2017/18 | Liga Europy | 2Q    | Dynama Brześć      | 1–1 | 3–0    | 4–1     |
| 2017/18 | Liga Europy | 3Q    | KAA Gent           | 3–1 | 1–1    | 4–2     |
| 2017/18 | Liga Europy | PO    | Maccabi Tel Awiw   | 0–1 | 2–2    | 2–3     |

## Skład na sezon 2017/2018
| Nr | Poz. | Piłkarz             |
| -- | ---- | ------------------- |
| 1  | BR   | Martin Kobras       |
| 4  | PO   | Samuel Gouet        |
| 5  | PO   | Philipp Netzer      |
| 7  | OB   | Andreas Lienhart    |
| 8  | NA   | Adrian Grbić        |
| 9  | PO   | Christian Gebauer   |
| 10 | PO   | Patrick Salomon     |
| 11 | PO   | Marco Meilinger     |
| 12 | BR   | Andreas Lukse       |
| 15 | NA   | Michael Cheukoua    |
| 16 | OB   | Emanuel Schreiner   |
| 17 | PO   | Valentino Müller    |
| 18 | OB   | Jan Zwischenbrugger |
| 20 | PO   | Johannes Tartarotti |

| Nr | Poz. | Piłkarz                                          |
| -- | ---- | ------------------------------------------------ |
| 21 | PO   | Simon Piesinger                                  |
| 22 | PO   | Stefan Nutz                                      |
| 23 | OB   | Benedikt Zech                                    |
| 24 | BR   | Benjamin Ožegović                                |
| 25 | NA   | Johannes Aigner                                  |
| 26 | PO   | Daniel Nussbaumer                                |
| 27 | OB   | Mathias Honsak (wypożyczony z Red Bull Salzburg) |
| 28 | PO   | Boris Prokopič                                   |
| 29 | NA   | Louis Ngwat-Mahop                                |
| 30 | PO   | Kristijan Dobras                                 |
| 32 | OB   | Bernhard Janeczek                                |
| 33 | NA   | Volkan Akyildiz                                  |
| -- | NA   | Yusuf Otubanjo (wypożyczony z MŠK Žilina)        |

## Trenerzy od 1993 roku
| - Peter Kohl (1 lipca 1993 – 30 czerwca 1994) - Rade Plakalović (1 lipca 1994 – 3 września 1995) - Tadeusz Pawłowski (10 września 1995 – 30 czerwca 1999) - Alfons Dobler (1 lipca 1999 – 30 czerwca 2001) - Ewald Schmid (1 lipca 2001 – 17 grudnia 2002) - Hans-Jürgen Trittinger (1 stycznia 2003 – 30 czerwca 2005) - Michael Streiter (1 lipca 2005 – 19 kwietnia 2007) - Rade Plakalović (tymcz.) (20 kwietnia 2007 – 25 maja 2007) - Manfred Bender (1 lipca 2007 – 23 stycznia 2008) - Heinz Fuchsbichler (23 stycznia 2008 – 30 sierpnia 2008) | - Urs Schönenberger (4 września 2008 – 12 stycznia 2009) - Georg Zellhofer (12 stycznia 2009 – 30 czerwca 2009) - Adolf Hütter (1 lipca 2009 – 6 kwietnia 2012) - Edmund Stöhr (6 kwietnia 2012 – 30 czerwca 2012) - Rainer Scharinger (1 lipca 2012 – 4 stycznia 2013) - Damir Canadi (7 stycznia 2013 – 11 listopada 2016) - Werner Grabherr (11 listopada 2016 – 23 grudnia 2016) - Martin Scherb (23 grudnia 2016 – 26 maja 2017) - Klaus Schmidt (9 czerwca 2017 – ) |